# Hector Robert Hume Greenfield
Hector Robert Hume Greenfield, britanski general, * 1893, † 1975.